# ケプラー45
ケプラー45 (英: Kepler-45)とは、はくちょう座の方向に約1260光年離れた場所に位置する恒星である。見かけの等級は16.88で、肉眼で見ることは出来ない。

## 惑星系
ケプラーによる観測を元にして、1個の太陽系外惑星が発見されている。
| 名称 （恒星に近い順） | 質量      | 軌道長半径 （天文単位） | 公転周期 (日) | 軌道離心率 | 軌道傾斜角 | 半径  |
| --------------------- | --------- | ----------------------- | ------------- | ---------- | ---------- | ----- |
| b                     | 0.5505 MJ | 0.030                   | 2.455239      | —          | —          | 11 R⊕ |